# Paroedura stumpffi
Espèce
Synonymes
- Phyllodactylus stumpffi Boettger, 1879

Statut de conservation UICN

 LC  : Préoccupation mineure
Paroedura stumpffi est une espèce de geckos de la famille des Gekkonidae.

## Répartition
Cette espèce est endémique du Nord de Madagascar.

## Étymologie
Cette espèce est nommée en l'honneur d'Anton Stumpff.

## Publication originale
- Boettger, 1879 : Diagnosen zweier neuer Amphibien aus Madagascar. Bericht über die Senckenbergische Naturforschende Gesellschaft in Frankfurt am Main, vol. 1878, p. 85-86 (texte intégral).